# Estació de Cellers-Llimiana
Cellers-Llimiana és una estació de ferrocarril de FGC situada al sud de la població de Cellers, a la vora del pantà de Terradets al terme municipal de Castell de Mur, a la comarca del Pallars Jussà. L'estació es troba a la línia Lleida - la Pobla de Segur per on circulen trens de la línia RL2 amb destinació la Pobla de Segur passant per Tremp. També trens turístics sota el nom comercial del Tren dels Llacs.
Aquesta estació va entrar en servei l'any 1949 quan es va obrir el tram entre Balaguer (1924) i Cellers-Llimiana. La peculiaritat principal de l'estació és que actualment l'edifici de viatgers de dues plantes és un alberg. El traçat de les vies ha estat lleugerament modificat, anul·lant totes les vies de servei de mercaderies, i construint una andana nova que separa una mica l'edifici de l'alberg del lloc de trànsit dels viatgers, anomenat Refugi de l'Estació de Cellers. Actualment aquest baixador és una parada facultativa, que cal sol·licitar al cap de tren per tal que el comboi hi pari.
Segons el Pla Territorial de l'Alt Pirineu i Aran el tram entre Balaguer i la Pobla té una consideració regional «que dona servei a una població quantitativament modesta i a una demanda de mobilitat obligada molt feble».
L'any 2016 va registrar l'entrada de menys de 1.000 passatgers.
| Línia Lleida - la Pobla de Segur de FGC |      |       |                  |                        |
| Procedència/Destinació                  | <    | Línia | >                | Procedència/Destinació |
| Lleida Pirineus                         | Àger |       | Guàrdia de Tremp | La Pobla de Segur      |

## Galeria

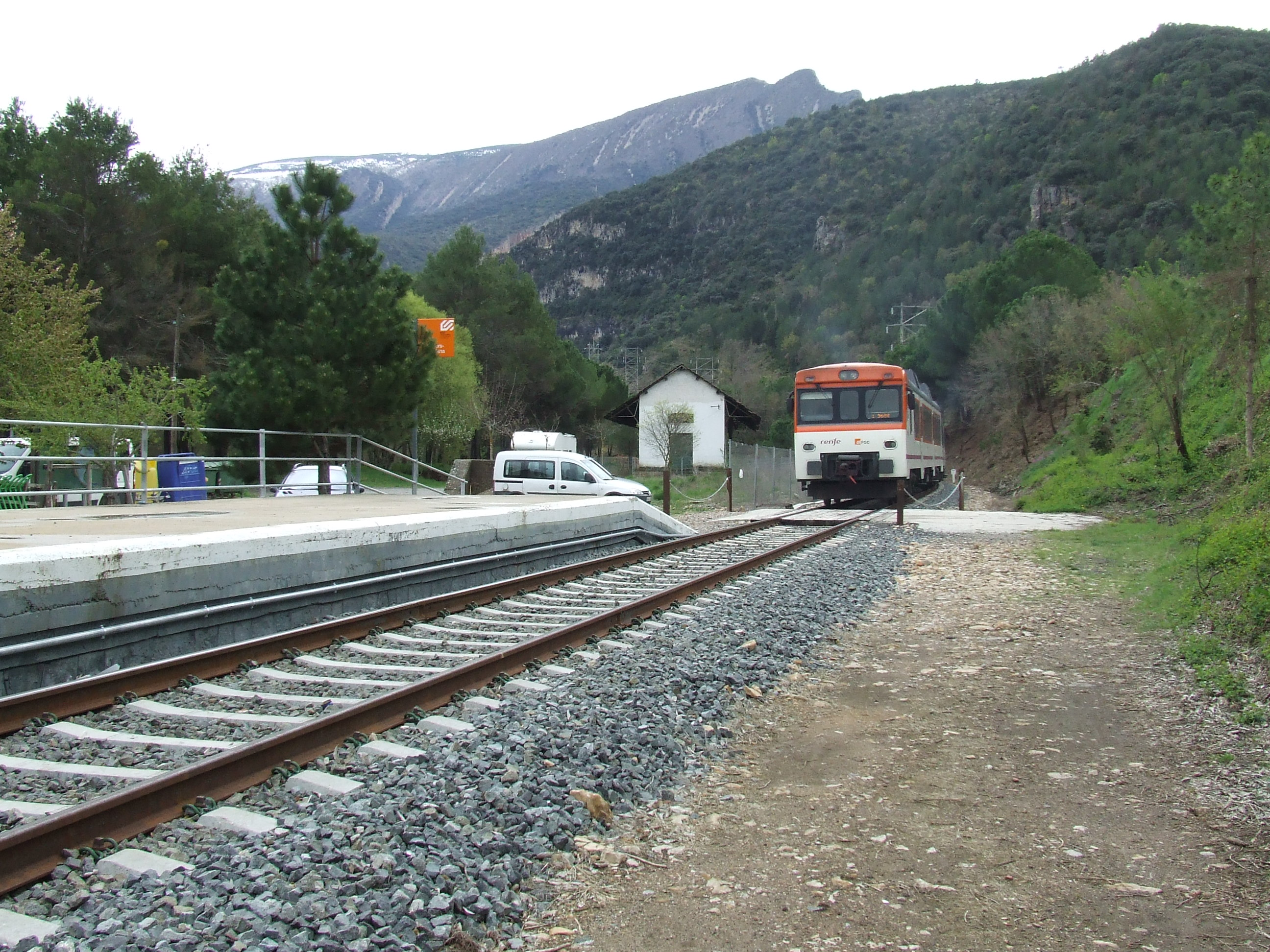
L'estació de Cellers-Llimiana.